# Austroaeschna atrata
Austroaeschna atrata är en trollsländeart som beskrevs av Martin 1909. Austroaeschna atrata ingår i släktet Austroaeschna och familjen mosaiktrollsländor. Inga underarter finns listade i Catalogue of Life.